# Файе, Лассана
Лассана Файе (нидерл. Lassana Faye; род. 15 июня 1998, Роттердам, Южная Голландия) — нидерландский футболист, левый защитник латвийского клуба «Лиепая».

## Карьера
С 2009 по 2012 год Файе тренировался в академии роттердамской «Спарты», оттуда он перешёл в академию ПСВ, где провёл четыре года, а в 2016 году присоединился к «Витессу». Сначала он выступал за молодёжную команду, в общей сложности провёл за неё 43 матча. Во второй половине сезона 2016/17 Файе стал привлекаться к основному составу команды. Свой первый матч за «Витесс» он сыграл 14 декабря 2016 года в Кубке Нидерландов против «Йодан Бойз». 19 февраля 2017 года Лассана дебютировал в Эредивизи в поединке против «Аякса», выйдя в стартовом составе и будучи заменённым на 83-й минуте Александером Бюттером. Всего в дебютном сезоне провёл два матча. В сезоне 2017/18 Файе играл регулярно, проведя в чемпионате Нидерландов 20 матчей. Перед началом сезона 2018/19 он потерял место в основном составе в связи с приходом в клуб Макса Кларка и был переведён во вторую команду «Витесса».
30 января 2019 года Файе вернулся в роттердамскую «Спарту», заключив с клубом контракт на полтора года. 1 февраля он дебютировал за «Спарту», выйдя на замену в матче с «Волендамом».
9 декабря 2022 года Файе подписал однолетний контракт с опцией продления ещё на один год с клубом Канадской премьер-лиги «Йорк Юнайтед».
28 июня 2023 года Файе перешёл в клуб Эрстедивизи «Телстар».
Вызывался в юношеские сборные Нидерландов, однако постоянным игроком не являлся.